# Lucius Aurelius Gallus (Konsul 146)
Lucius Aurelius Gallus war ein im 2. Jahrhundert n. Chr. lebender römischer Politiker.
Durch Militärdiplome, die auf den 19. Juli und auf den 11. August 146 datiert sind, ist belegt, dass Gallus 146 zusammen mit Gnaeus Lucius Terentius Homullus Iunior Suffektkonsul war. Darüber hinaus werden die beiden Konsuln auch in den Fasti Ostienses aufgeführt.
Sein Vater war Lucius Aurelius Gallus, Suffektkonsul in einem unbestimmten Jahr zwischen 129 und 133. Sein gleichnamiger Sohn, Lucius Aurelius Gallus, war ordentlicher Konsul im Jahr 174.